# Romagna toscana
La Romagna toscana o Romagna fiorentina (Rumâgna tuschèna in romagnolo) è una regione storica dell'Italia, compresa nel versante adriatico dell'Appennino tosco-romagnolo, così chiamata perché geograficamente, linguisticamente e culturalmente romagnola, ma storicamente governata, dalla fine del Quattrocento fino al 1923, da Firenze.
La Romagna toscana "storica" comprendeva 15 comuni: Bagno di Romagna, Dovadola, Galeata, Modigliana, Portico e San Benedetto, Premilcuore, Rocca San Casciano, Santa Sofia, Sorbano, Castrocaro e Terra del Sole, Tredozio, Verghereto, Firenzuola, Marradi e Palazzuolo sul Senio. 
Nel 1923 12 comuni della Romagna toscana, quelli del Circondario di Rocca San Casciano, sono stati distaccati dalla provincia di Firenze e aggregati alla provincia di Forlì (oggi provincia di Forlì-Cesena). Tali comuni sono poi divenuti 11 a causa della soppressione del Comune di Sorbano, il cui territorio è stato inglobato nel comune di Sarsina.  
I restanti 3 rimasero nella confinante provincia di Firenze (oggi città metropolitana di Firenze). Si tratta di Firenzuola, Marradi e Palazzuolo sul Senio. Oltre ad essi, fa parte della Romagna toscana il territorio situato a nord del Passo della Colla di Casaglia, dove nasce il fiume Lamone, facente parte del comune di Borgo San Lorenzo. Questi territori sono talvolta definiti impropriamente come alto Mugello. 
Della Romagna fiorentina sono originari alcuni personaggi storici di rilievo, come il poeta Dino Campana, nato a Marradi, il generale dei Camaldolesi ed umanista Ambrogio Traversari, nato a Portico di Romagna, che fu anche il paese d'origine della famiglia Portinari: la famiglia della Beatrice di cui si innamorò Dante Alighieri.

## Descrizione
(La Romagna Toscana – A. Giovanni Mini - 1901)
Il territorio è situato nella fascia pedemontana dell'entroterra romagnolo, fin dal Quattrocento periferia della Repubblica Fiorentina, poi dominio del Granducato di Toscana fino al 1859. Dopo l'Unità d'Italia fece parte della provincia di Firenze fino al 4 marzo 1923, quando Benito Mussolini, che era nato a Predappio, nel forlivese, aggregò i dodici comuni compresi nel circondario di Rocca San Casciano entrando a far parte della provincia di Forlì, mentre quelli che cadevano sotto l'amministrazione circondariale di Firenze rimasero in Toscana. In questo modo le sorgenti del Tevere, il fiume di Roma, furono ricomprese nella sua terra natale.

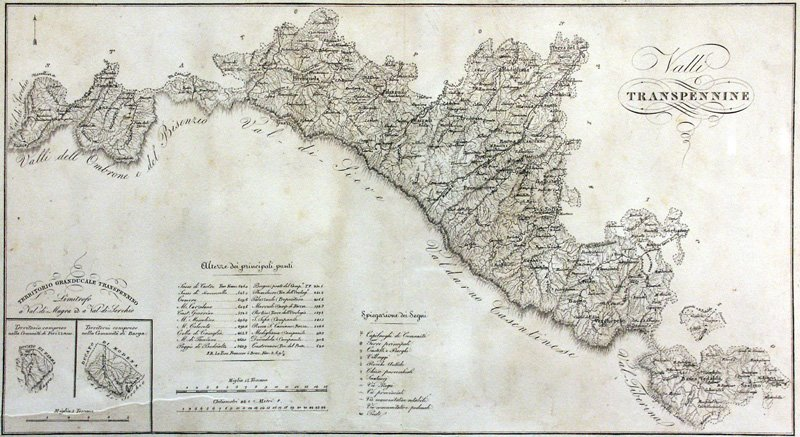
Mappa del "Territorio Granducale transpennino", ovvero dei possedimenti del Granducato di Toscana al di là del crinale appenninico, comprendendo la Romagna toscana e i comuni di Badia Tedalda e Sestino (metà XIX secolo).

L'abate castrocarese Giovanni Mini, nell'introduzione alla prima e più importante opera monografica dedicata alle "notizie geografiche, fisiche, storiche, industriali e commerciali" de "La Romagna Toscana" (1901), afferma correttamente che il territorio in questione è parte integrante di uno più ampio denominato appunto Romagna (dal latino Romània, Romanìola - territorio abitato dai Romani, ossia i Bizantini, in opposizione ai Longobardi, che dominavano i territori circostanti - dall'antico provenzale Romandìola - piccola Romània).

La prima e la più importante descrizione, fino al censimento del 1861, dei territori romagnoli compare nel 1371 nella Descriptio provinciae Romandiolae del cardinale Anglico de Grimoard, fratello del papa Urbano V. Da allora, la costruzione di un'immagine spaziale del territorio è affidata ad eruditi quali Flavio Biondo, Vincenzo Carrari e Leandro Alberti, autori di "storie patrie" nelle quali la Romagna è sostanzialmente identificata con la Provincia Romandiolae, circoscrizione dello Stato della Chiesa, che si estendeva tra il Panaro ad ovest e il fiume Foglia ad est.

### Confini
I confini amministrativi della Romagna hanno come riferimento quelli della Legazione pontificia di Romagna (1540-1816). Confinava a nord con la Legazione di Ferrara, ad ovest con la Legazione di Bologna e a sud con il Granducato e la Legazione di Urbino.
Tra la fine dell'Ottocento e i primi del Novecento, l'ambiente intellettuale, impegnato nella riscoperta delle identità locali, avvia un ampio dibattito culturale sui caratteri etno-antropologici romagnoli e sulla determinazione dei confini geografici, pur consapevoli che «la Romagna non ha nella concezione dei vari autori nel passato, sia recente che remoto, una delimitazione netta e precisa». Nel 1894 Emilio Rosetti, ingegnere forlimpopolese, unisce al suo dizionario geografico-storico dedicato alla Romagna una carta che, per la prima volta, ne delimita i confini. «Questa regione con caratteri fisici ben definiti comprende attualmente quasi per intero le due province di Forlì e Ravenna con la Repubblica di San Marino e solo una parte delle province di Bologna, Firenze, Arezzo e Pesaro-Urbino ...».
Nel 1912 Aldo Spallicci, utilizzando come «guida il dialetto parlato dalle singole frazioni», propone un territorio culturale e tradizionale più esteso rispetto a quello del Rosetti «che ne limita al Reno il confine settentrionale» e introduce nuovi argomenti per delimitare la Romagna dichiarando che «questa debba essere compresa entro i limiti dell'antica Flaminia».

A metà del Novecento si pubblicano i primi contributi scientifici sulla questione regionale. 
«La posizione astronomica dei punti estremi dei confini romagnoli ora disegnati è, in tal guisa: per il nord, la foce del fiume Reno a 44°373 lat. N.; per il sud, il monte Maggiore a 43°39' lat. N.; per l'est, le ripe di Fiorenzuola avanti a monte Trebbio a 0°23' long. E. monte Mario; e per l'ovest, l'elevazione a q. 952 che domina il valico della Futa, a 1°11' long O monte Mario. […] i limiti romagnoli di cui si è data la descrizione non si identificano ad alcuna partizione politica» (Lucio Gambi, Confini geografici e misurazione areale della regione romagnola in «Studi Romagnoli», anno I, 1950).
Sono questi gli anni in cui l'Onorevole Aldo Spallicci, il maggior cultore della "romagnolità", durante i lavori dell'Assemblea Costituente, avanza per la prima volta l'ipotesi di una regione romagnola autonoma e, sempre in quegli anni, il pittore Giannetto Malmerendi, per dimostrare l'identità romagnola, rappresenta una Romagna idealizzata e stereotipata fondata su "caratteri" iconografici e simbolici di matrice folkloristica. La variegata produzione cartografica avrà nel tempo un grande successo; ma l'insieme di rappresentazioni della Romagna continua ancora oggi ad avere «valore e funzione non altro che per coloro che studiano questa regione naturalisticamente o umanisticamente».

## Storia

### La «Provincia di Romagna»
(A. G. Mini, La Romagna Toscana, 1901)

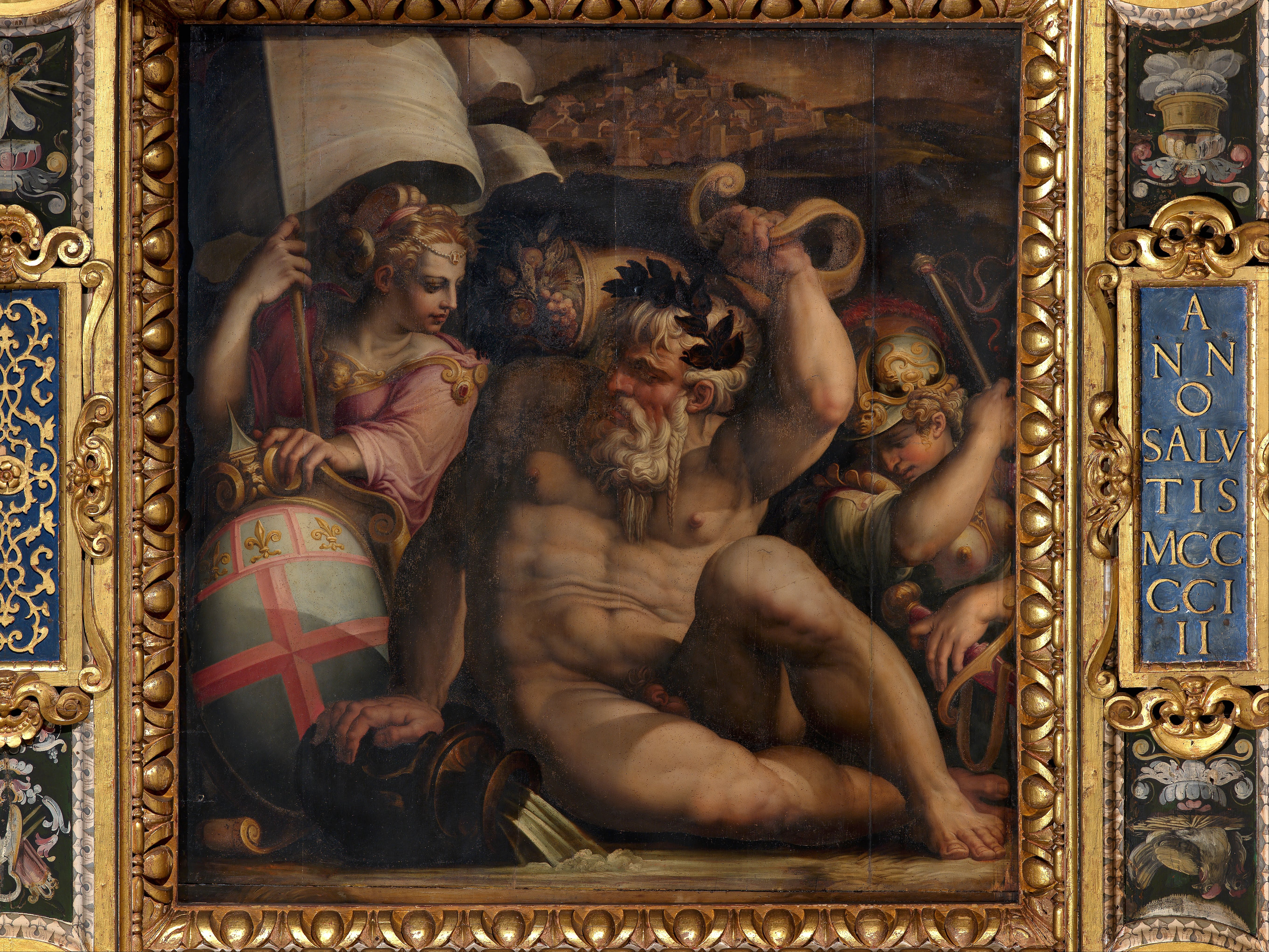
Giorgio Vasari e aiuti, Allegoria della Romagna. La città rappresentata in alto nel quadro è Castrocaro. Firenze, Palazzo Vecchio, Salone dei Cinquecento. Dall'inizio del Quattrocento alla fine del Settecento Castrocaro prima, e Terra del Sole poi, furono i centri capoluogo della Provincia di Romagna.

Tra la fine del Trecento e l'inizio del Quattrocento, Firenze, grazie ad acquisti, conquiste militari e trasformazioni di rapporti di accomandigia in rapporti di sudditanza, penetra oltre il crinale appenninico sottraendo ai vari feudatari romagnoli il dominio territoriale degli alti bacini dei fiumi Marzeno, Montone, Bidente e Savio. La conquista di territorio fu progressiva:
| Data dell'annessione | Città                         |
| -------------------- | ----------------------------- |
| 1363                 | Palazzuolo                    |
| 1376                 | San Benedetto in Alpe         |
| 1377                 | Modigliana                    |
| 1382                 | Rocca San Casciano            |
| 1384                 | Portico                       |
| 1403                 | Castrocaro                    |
| 1404                 | Verghereto, Bagno e San Piero |
| 1405                 | Dovadola                      |
| 1418                 | Firenzuola                    |
| 1428                 | Marradi e Tredozio            |
| 1429                 | Galeata                       |
| 1440                 | Premilcuore                   |
| 1441                 | Sorbano                       |
| 1548                 | Santa Sofia e Corniolo        |

Nel 1564 avvenne la fondazione di Terra del Sole, costruita ex novo vicino a Castrocaro, a soli 6 km da Forlì.
Nel 1403, quando i territori fiorentini in Romagna avevano già acquisito una loro fisionomia, Firenze scelse un capoluogo, Castrocaro, e denominò i territori Provinciae Florentinae in partibus Romandiolae. Il 20 novembre 1403 i Magnifici Dieci di Libertà e Pace inviarono dunque a Castrocaro il nobile fiorentino Lapo di Giovanni Nicolini, con la qualifica di «Capitaneus Castro-Cari et Provincie Florentinae in partibus Romandiolae». La denominazione territoriale compare anche negli Statuti di Firenze nel 1415 configurando, quindi, un territorio con funzioni amministrative proprie.

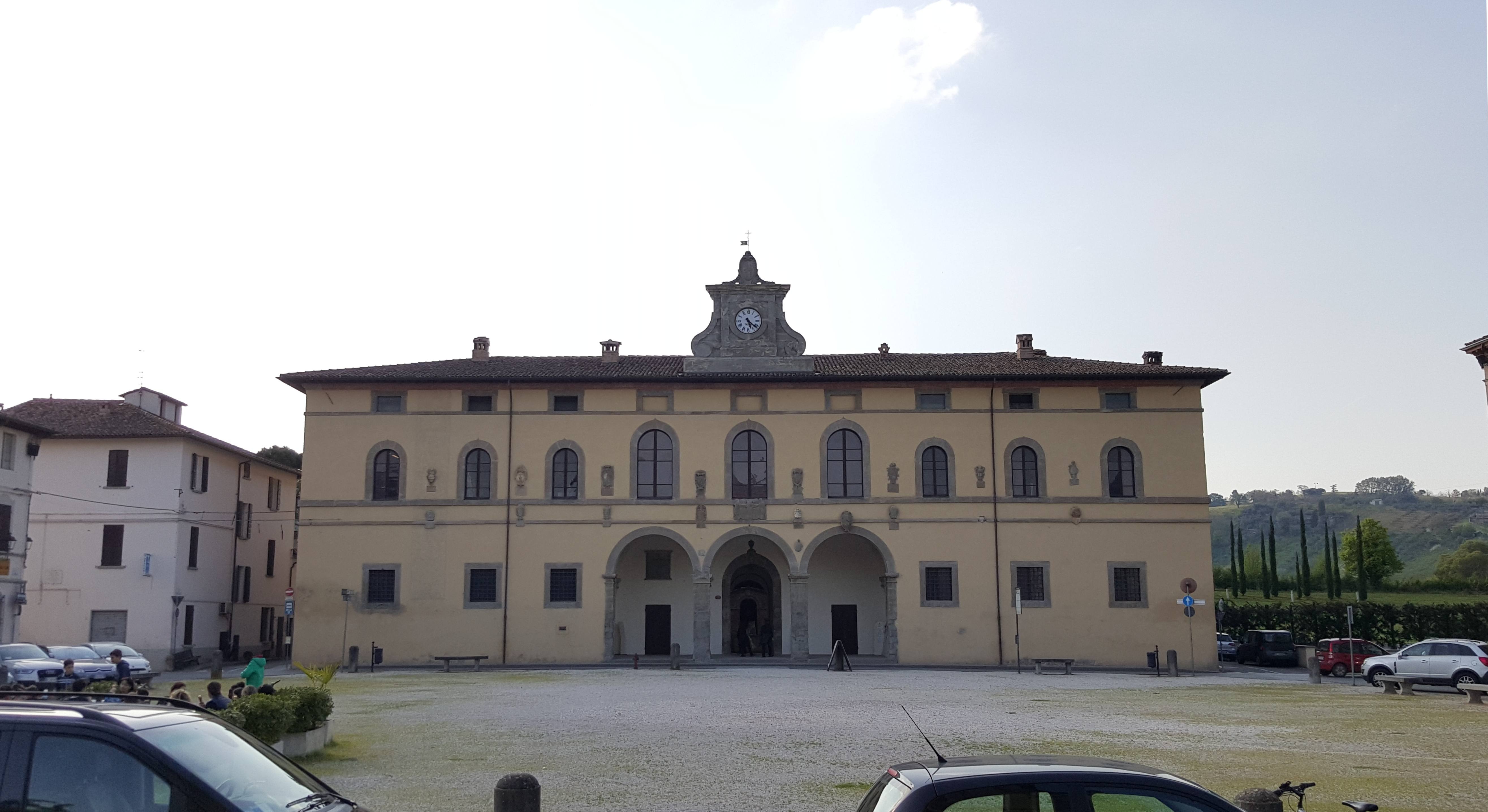
Palazzo Pretorio a Terra del Sole.

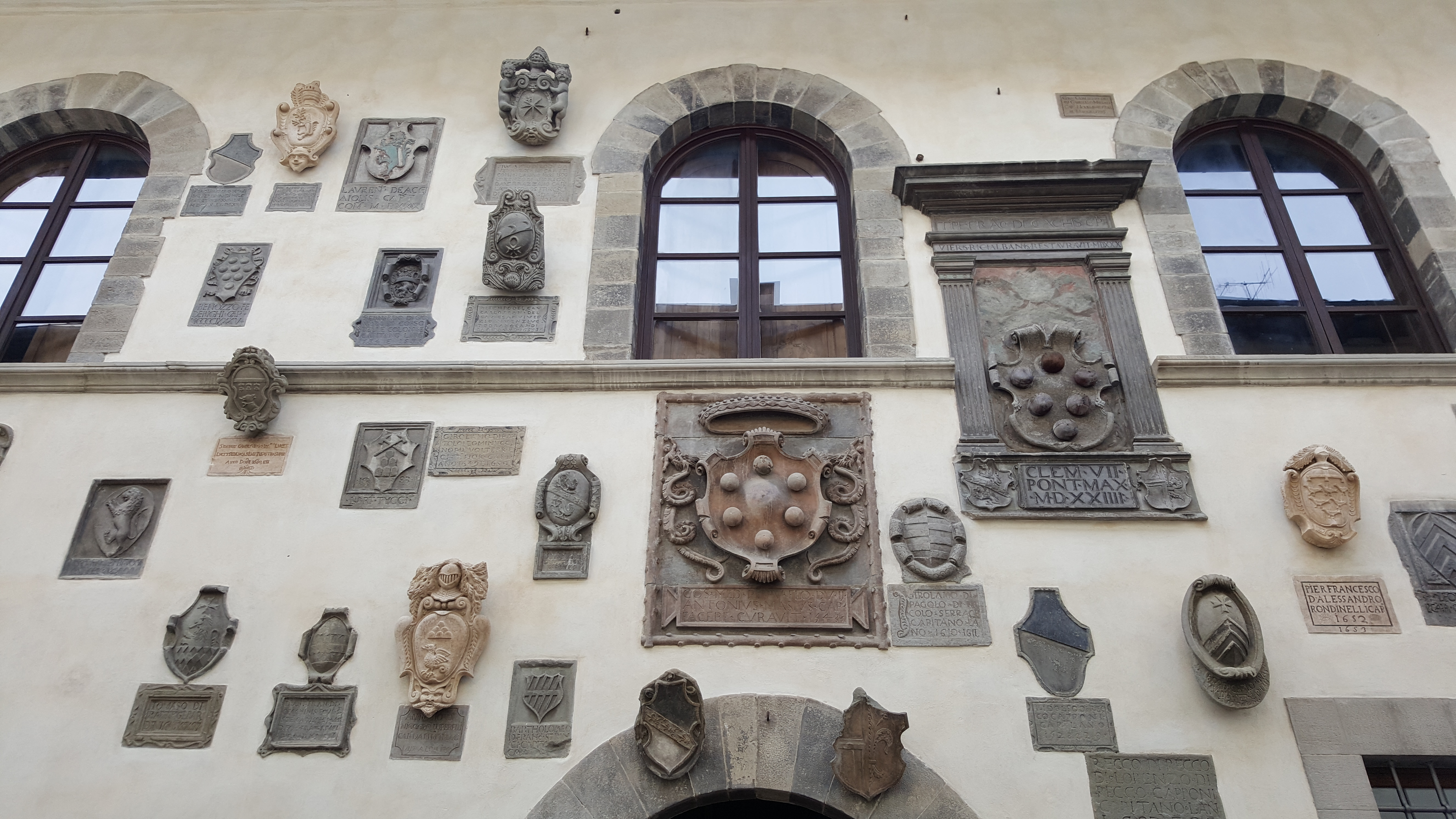
Stemmi nel Palazzo del Capitano a Bagno di Romagna.

Di fronte ad una situazione politicamente tesa come quella romagnola - attraversata da banditi e da individui pericolosi - e per assicurare la Provincia a un rigoroso controllo, Cosimo I de' Medici concentrò i poteri giurisdizionali in capo a un suo funzionario di fiducia, scelto dallo stesso duca e con continui rapporti personali, sul quale esercitava un controllo diretto.

Con una provvigione del 23 agosto 1542, il de' Medici attuò un riordino delle giurisdizioni romagnole attribuendo al Capitano di Castrocaro piena autorità e giurisdizione sopra la cognitione, decisione et condennatione di tutte le cause criminali che in futuro occorressino nelli Capitanati et Podesterie soprannominate. Fu questo il primo atto ufficiale che prefigurò l'istituzione della "Provincia fiorentina di Romagna". Pochi anni dopo, l'8 dicembre 1564, venne posata la prima pietra della città pianificata di Terra del Sole, posta a difesa dei confini con lo Stato pontificio.
Dal 1º giugno 1579 con l'insediamento del primo "commissario granducale" Terra del Sole divenne il centro amministrativo e giudiziario dell'intera provincia transappeninica, fino alla riforma dei tribunali del 1772.

Nel 1776 con la "riforma leopoldina" la Provincia viene soppressa e suddivisa in Vicariati e Podesterie; nel 1784 il Tribunale criminale di prima istanza viene trasferito da Terra del Sole a Rocca San Casciano che viene eletta, dopo la parentesi napoleonica, a sede circondariale.
Pur mantenendo caratteristiche istituzionali proprie, legate alla natura geografica montuosa, favorevole allo sviluppo di castelli dominanti sul contado circostante, di aggregati amministrativi lungo le valli, la "Romagna granducale" non fu mai una vera e propria istituzione autonoma, ma restò sempre inserita nelle strutture amministrative generali dello Stato toscano tant'è vero che perfino le relazioni cinquecentesche relative agli avvenimenti e alle visite amministrative ai confini del Granducato, minuziose ma fondate su punti relativamente fissi (casali, sentieri, alberi, massi, pietre di confine), non permisero di ricostruire il tracciato completo dei confini del Granducato, rendendo impossibile una trascrizione cartografica precisa secondo i criteri moderni. Pertanto, nella tradizione della cartografia storica a stampa, la Romagna granducale è «l'unica a non essere rappresentata in alcuna raffigurazione autonoma».

### La Romagna granducale
Nel 1776 fu abolita la provincia, ormai svuotata del suo significato, ma rimase il concetto geografico di un territorio piuttosto esteso, che arrivava a comprendere non solo la Romagna toscana propriamente detta, ma anche la parte toscana dell'Alta Valle del Tevere. Il capillare insediamento sui versanti romagnoli, documentano in particolare dalle mappe del Catasto toscano (1826-1834) e la profonda penetrazione, non solo politica ma anche culturale e artistica di Firenze in questo territorio, è ancora percepibile nelle espressioni architettoniche degli edifici (case torri, fattorie coi portici, torrette, ville padronali) e nello stesso paesaggio agrario (filari di cipressi, organizzazione aziendale, forma e dimensione dei campi, fasce di coltura, ecc.). I centri urbani sorgono lungo la viabilità principale, attorno ad emergenze architettoniche (rocche, pievi, chiese, ecc.), in corrispondenza di punti nodali del territorio come guadi, ponti o incroci stradali nei fondovalle e nei terrazzi fluviali meno acclivi e più fertili.
Diversamente, nelle campagne la dominazione fiorentina - soppiantata l'organizzazione medioevale incentrata sui grandi possedimenti monastici - fraziona il territorio in tante unità poderali con al centro la "casa padronale" e varie “case coloniche” sparse creando così le condizioni per "ruralizzare" anche aree isolate fin quasi sotto il crinale appenninico.
Alla fine del XVIII secolo Pietro Leopoldo accarezzò l'idea di costituire una diocesi nella Romagna toscana. A quel tempo le parrocchie della Romagna toscana appartenevano alle diocesi "estere" di Faenza, Bertinoro, Sarsina e Forlì.
A suo parere le genti che vivevano al di là del crinale appenninico erano troppo influenzate dai sacerdoti romagnoli e non si sentivano abbastanza appartenenti al territorio di riferimento. La proposta alla Santa Sede fu fatta, ma finché Pio VI sedette sul soglio di Pietro la trattativa rimase senza esito. 
Si dovette aspettare Pio IX per vedere realizzata la nuova diocesi. Dopo molte insistenze da parte del Granduca Leopoldo II, il pontefice istituì la diocesi di Modigliana con la bolla Ex quo licet del 7 luglio 1850. Il numero di parrocchie inserite nella nuova diocesi risultò di 100, superiore addirittura alle parrocchie dell'Arcidiocesi di Firenze. La popolazione accolse con grande letizia il primo vescovo della Diocesi, Mario Melini, che fece solenne ingresso a Modigliana il 4 maggio del 1854. Per volere di Leopoldo II la nuova sede vescovile fu accompagnata dall'apertura di un seminario avente anche funzioni di collegio maschile. Monsignor Melini lo inaugurò l'11 novembre 1859. 
Nel 1837 fu attuata la riforma giudiziaria ordinata da Leopoldo II. Rocca San Casciano venne scelta come sede del commissariato regio con annesso un tribunale civile (motu proprio del 12/09/1837). La competenza territoriale del Tribunale era estesa a tutta la Romagna toscana. Risiedevano a Rocca San Casciano, oltre al Commissario regio, anche un Vicario regio, un Cancelliere comunitativo, un Ingegnere di circondario, un medico, un chirurgo ed un maestro di Scuola. 
Leopoldo II decretò la costruzione di strade rotabili su fondovalle, più moderne rispetto alle vie che seguono il crinale montuoso (vie di controcrinale). Nel giro di una decina d'anni vengono costruite le arterie che sono ancora oggi fondamentali per l'attraversamento dell'Appennino:
- 1832-36: «Regia Forlivese»,  che collega Forlì al valico della Colla di Pratiglioni (l'attuale Muraglione), nella valle del Montone;
- 1835-1840: «Traversa di Romagna» (mappa), strada di oltre 40 km che collega Rocca San Casciano, capoluogo del circondario, a Bagno attraversando le valli del Montone, del Rabbi, del Bidente fino a giungere alla valle del Savio. Progettazione e direzione dei lavori dell’ingegnere Tommaso Lepori[17];
- 1838: Rotabile di Val Lamone, che dalla Colla di Casaglia scende a Marradi e prosegue in direzione di Brisighella. Progetto dell'ingegnere Lorenzo Baiocchi.

Con la riforma amministrativa del 1848 la Toscana fu suddivisa in sette Compartimenti. I comuni romagnoli vennero inseriti nel Compartimento di Firenze. Il Compartimento era a sua volta suddiviso in quattro circondari. Marradi, Palazzuolo e Firenzuola fecero parte del Circondario di Firenze, mentre gli altri comuni fecero parte del Circondario di Rocca San Casciano, neoistituito, il cui capoluogo divenne sede di sottoprefettura.
Negli anni centrali del XIX secolo la Romagna toscana fu coinvolta nelle vicende storiche che la portarono a vivere la scomparsa del Granducato di Toscana e la sua annessione al Regno di Sardegna. Dopo l'annessione, sancita con il plebiscito dell'11 e 12 marzo 1860, il Compartimento venne sostituito dalla Provincia di Firenze, che mantenne lo stesso territorio.
Il Circondario di Rocca San Casciano non subì modifiche fino al 1923, quando fu distaccato dalla Provincia di Firenze ed annesso alla Provincia di Forlì.

Più duraturo il legame ecclesiastico tra la Romagna toscana e la regione amministrativa Toscana: solo nel 1975 i territori romagnoli della diocesi di Sansepolcro passarono alle diocesi di Cesena e di Forlì, mentre ancora oggi la diocesi di Faenza-Modigliana comprende il territorio del comune di Marradi, in provincia di Firenze.

## Geografia

### Cartografia rinascimentale della Romagna toscana

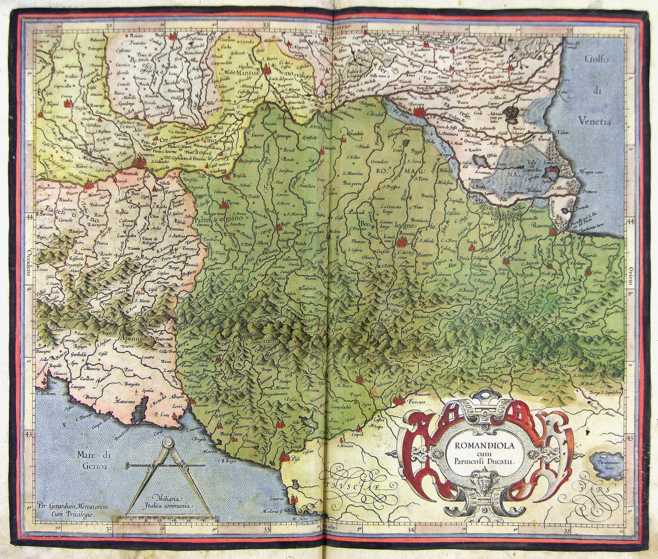
Romandiola cum Parmensi Ducatu.

La "Romandiola" (alias "Flaminia") dipinta fra il 1580 e il 1583 nella Galleria delle carte geografiche in Vaticano dal matematico e cosmografo perugino Egnazio Danti, domenicano (1536-1586), già autore delle carte geografiche del guardaroba nuovo in Palazzo Vecchio, è la più antica rappresentazione corografica dell'intera regione romagnola che si conosca; deriva con sicurezza da rilievi e ricognizioni personali eseguite nel 1579 direttamente dal Danti per incarico di monsignor Giovan Pietro Ghislieri, presidente della Romagna nel quinquennio 1578-1583.
La più antica carta a stampa della Romagna, denominata Romandiola cum Parmensi Ducatu venne realizzata nel 1589 da Gerardo Mercatore. Per quel che concerne la Toscana la prima carta a stampa di cui si ha notizia è la Chorographia Tusciae del senese Girolamo Bellarmato, edita nel 1536. Entrambe queste carte, pur essendo forse le migliori fra tutte le carte regionali stampate in Italia fino alla metà del Cinquecento, particolarmente ricche di contenuti figurativi (centri abitati rappresentati in prospettiva, ponti sui corsi d'acqua, selve, idrografia ecc.), risultano costruite in forma empirica e mostrano notevoli errori e imprecisioni d'inquadramento geografico (l'orografia è poi rappresentata con un sistema prospettico a "monticelli" che ne limitano la lettura) e non riportano i confini amministrativi fra i vari dominii.
Le carte che portano ad un vero e proprio progresso della cartografia toscana sono quelle del "Dominio Fiorentino" e del "Dominio Senese" che il monaco olivetano Stefano Buonsignori, cosmografo di Francesco I de' Medici, allegò nel 1584 alla Vita di Cosimo di Aldo Mannucci e successivamente dipinse, a scala maggiore, in una sala della Galleria degli Uffizi di Firenze. Le maggiori conoscenze astronomiche e matematiche del monaco fiorentino gli consentirono di apportare importanti innovazioni cartografiche, sia per il profilo costiero e l'andamento dell'arco appenninico - che risultano più reali e correttamente posizionati - sia per l'inserimento dei confini fra gli Stati. Da segnalare inoltre una curiosità: nell'alto territorio romagnolo è rappresentato un ampio lago di probabile origine franosa, oggi non più esistente, posto fra le località di Alfero e Corneto (comune di Verghereto).
L'opera del Buonsignori costituisce, per tutto il Seicento e buona parte del Settecento, la fonte principale delle successive rappresentazioni cartografiche della Toscana e servirà pure come base per la redazione delle carte della celebre Italia del padovano Giovanni Antonio Magini, cartografo e professore di astronomia all'Università di Bologna.

### Il paesaggio agrario
(Sulla struttura geologica della Romagna toscan – L. Fabroni, 1894)
A metà del Novecento il paesaggio collinare dell'entroterra forlivese era probabilmente ancora molto simile a quello dei secoli precedenti. Diverse condizioni avevano contribuito a mantenerne inalterati i caratteri ambientali del territorio. In particolare:
- l'autosufficienza economica della famiglia mezzadrile, fondata sull'uso della rotazione agricola, della concimazione organica, del riposo a maggese;
- l'isolamento dei “campagnoli” dai grandi centri artigianali di pianura (le occasioni per frequentare i “cittadini” e scambiare o raccogliere informazioni sugli eventi dell'epoca erano solitamente i mercati mensili di bestiame o le maggiori feste religiose dell'anno);
- il senso di profonda religiosità e il rispetto per così dire “ecologico” verso la natura circostante;
- il lavoro rurale impostato su forme cicliche e ripetitive.

Un'immagine “ideale” del paesaggio rurale “antico” ci viene offerta sia dalle fotografie d'epoca sia dai documenti storici.
Dal Catasto agrario della Romagna toscana di fine Ottocento si viene a conoscenza delle colture prevalenti nelle colline della Valle del Montone: pochi erano gli incolti (le “sode”); il pascolo avveniva all'interno del bosco e sui campi a maggese; la vite risulta essere la coltura arborea principale, coltivata in filari sostenuti da alberi, in prevalenza gelsi, olmi, aceri campestri; sono pure presenti alberi fruttiferi quali il mandorlo ed il ciliegio - nelle varietà marandona per le ciliegie in guazzo, viscicola per bevande rinfrescanti e corniola, dura e croccante.
Molto diffusi sono grandi esemplari di pero volpino e pera spina; meno frequenti albicocchi, pruni, meli e cotogni; sporadicamente nespoli, peschi e fichi.
I noci sono impiantati nei pressi della casa colonica assieme a qualche isolato esemplare di melograno, giuggiolo ed azzeruolo. Querce ed olivi secolari, isolati o in gruppo, sono presenti in mezzo ai coltivi costituiti in prevalenza da grano (38%), colture sarchiate di cui il 10% granturco e il restante 6% patate, leguminose da granella, bietole da foraggio ed ortaggi di grande coltura; maggese (6%) con riposo biennale o triennale e prato, di cui 15% naturale e 20% artificiale (luppinella, erba medica, trifoglio pratense, sulle colture minori su cui domina la canapa).
Le siepi (a protezione delle colture) di biancospino e marruca, recintano i poderi nei quali si trovano in modo massiccio i cipressi in lunghi filari lungo i viottoli di accesso alle case padronali o a ridosso della corte colonica e a protezione dei pagliai.
Fra la fine dell'Ottocento e i primi decenni del Novecento l'innovazione delle tecniche colturali ha determinato profondi mutamenti sia nel paesaggio rurale (scomparsa di specie autoctone sostituite da altre d'importazione extraterritoriale) sia nella società agricola (perdita di consuetudini rituali e di caratteri identificativi originali).
L'introduzione di fertilizzanti inorganici nelle rotazioni colturali, unita ad una maggior selezione cerealicola, hanno consentito la semina di grani più adatti ai diversi terreni, aumentando così il raccolto; nuovi modi di potatura di viti ed olivi ne hanno aumento le rese; la sostituzione di piante fruttifere antiche con nuove d'importazione a maggior reddito insieme con l'introduzione di razze di bestiame più produttivo hanno fatto crescere il numero di capi per podere. Soprattutto, l'introduzione della meccanizzazione ha incrementato la produttività dei mezzi di produzione e le rendite del lavoro umano, rendendo superflua gran parte della popolazione rurale che è stata costretta ad abbandonare le campagne.
Inizia, quindi, a partire dagli anni cinquanta del Novecento e secondo una parabola che diverrà emorragica tra la fine di quel decennio e l'inizio del decennio successivo, un abbandono sempre più esiziale della campagna da parte dei mezzadri. Da un raro giornalino locale («Il Montone», 1º febbraio 1954) si legge “… Molti poderi vengono definitivamente abbandonati, le stalle restano chiuse, i campi restano incolti. […] i contadini della montagna non possono vivere nelle case semi diroccate, in luoghi dove mancano strade e fonti, dove la terra è avara […] l'ingiustizia dei contratti agrari, l'esosità delle tasse (prima fra tutte l'imposta sul bestiame), la grettezza dei padroni che vogliono costringere i contadini ad una vita umiliante in case che sono tuguri […]”. Sono questi gli anni in cui si assiste al massimo sfruttamento del territorio con la conseguente diminuzione della diversità biologica delle specie vegetali e delle varietà colturali nei poderi:
- le colture di grano soppiantano quelle di mais;
- i campi conquistano i vecchi residui di boschi cedui e scompaiono le antiche siepi;
- sia le leguminose da granella sia le piante tessili del lino e della canapa vengono abbandonate, rendendo improduttiva l'antica arte del bozzolo da seta;
- i gelsi e gli alberi utilizzati come sostegni vivi delle viti vengono spiantati;
- l'abbandono delle campagne contribuisce, da un lato, al degrado delle antiche case coloniche perdendo così un ricco patrimonio architettonico tipico; dall'altro, la sola azione dei fenomeni naturali porterà all'erosione e all'impoverimento della fertilità dei terreni.

L'unica azione visibile attuata dall'uomo è stata il rimboschimento forzato degli incolti che ha consegnato ai posteri un paesaggio sicuramente più ricco di boschi, ma impoverito di specie coltivate e uniformato a monocolture prevalenti di grano, erba medica e di pochi e specializzati vigneti e frutteti. Sono comparse ai bordi delle strade piante infestanti di rovi, vitalbe e robinia che si sono sostituite progressivamente agli antichi filari di cipressi.
Infine, l'espansione urbanistica dei centri di fondovalle, in particolare con l'insediamento di grandi e ingombranti fabbricati per attività artigianali e industriali, hanno sottratto alla campagna, coprendoli con colate di cemento, gli ultimi fertili terreni alluvionali. Così, in breve svolger di tempo la trasformazione industriale ha cancellato per intero l'antico mondo rurale frutto di una lenta costruzione durata secoli.

### Economia
È stato autorevolmente sostenuto che se il primo interesse che mosse Firenze a conquistare il territorio oltre i passi toscani verso il mare Adriatico fu la certezza del commercio delle proprie merci con la Repubblica di Venezia, troppo a lungo insidiata dalla rissosità dei feudatari appenninici, il secondo fu il proposito di integrare la produzione agricola toscana, scarsa per la povertà intrinseca del territorio fiorentino. Il grande allevamento che si svolgeva, in estate, sulle Alpi tra i Mandrioli e il Furlo poté integrarsi perfettamente, in età granducale, con lo sfruttamento dei pascoli della Maremma, dove Antonio Saltini ha calcolato migrassero quasi 60.000 pecore dai pascoli romagnoli. Se alle altitudini maggiori i possedimenti romagnoli assicuravano agnelli e formaggi; ad altezza minore la collina romagnola era generosa di frumento, carne di castrato e di suino, e dei ricchi proventi dell'allevamento del baco da seta, come prova un testo singolare, l'ultimo poema rustico della letteratura italiana, La Cerere della Romagna toscana di Giuseppe Mengozzi.

## Suddivisione amministrativa

### Regione Toscana
| Stemma | Comune               | Superficie | Popolazione | Distanza da Firenze | Distanza da Bologna |
| ------ | -------------------- | ---------- | ----------- | ------------------- | ------------------- |
|        | Firenzuola           | 272,06 km² | 4 950 ab.   | 55 km               | 65 km               |
|        | Marradi              | 154,07 km² | 3 303 ab.   | 63 km               | 82 km               |
|        | Palazzuolo sul Senio | 108,90 km² | 1 198 ab.   | 62 km               | 72 km               |

### Regione Emilia-Romagna
| Stemma | Comune                            | Superficie | Popolazione | Distanza da Bologna | Distanza da Firenze |
| ------ | --------------------------------- | ---------- | ----------- | ------------------- | ------------------- |
|        | Bagno di Romagna                  | 233,44 km² | 6 212 ab.   | 136 km              | 87 km               |
|        | Castrocaro Terme e Terra del Sole | 38,92 km²  | 6 572 ab.   | 75 km               | 98 km               |
|        | Dovadola                          | 38,77 km²  | 1 719 ab.   | 77 km               | 90 km               |
|        | Galeata                           | 63 km²     | 2 505 ab.   | 103 km              | 88 km               |
|        | Modigliana                        | 101,25 km² | 4 823 ab.   | 68 km               | 86 km               |
|        | Portico e San Benedetto           | 60,57 km²  | 802 ab.     | 93 km               | 75 km               |
|        | Premilcuore                       | 98,75 km²  | 824 ab.     | 108 km              | 72 km               |
|        | Rocca San Casciano                | 50,19 km²  | 2 047 ab.   | 87 km               | 82 km               |
|        | Santa Sofia                       | 148,56 km² | 4 238 ab.   | 109 km              | 92 km               |
|        | Sarsina                           | 100 km²    | 3 696 ab.   | 114 km              | 107 km              |
|        | Tredozio                          | 62,2 km²   | 1129 ab.    | 87 km               | 85 km               |
|        | Verghereto                        | 117 km²    | 1 960 ab.   | 141 km              | 82 km               |